# Dicranella elata
Dicranella elata là một loài rêu trong họ Dicranaceae. Loài này được Schimp. ex Mitt. mô tả khoa học đầu tiên năm 1869.